# Jalifa Tilisi
Jalīfa Mohamed Tilīsī (o Kalifa Mohammed Tillisi; en árabe: خليفة محمد التليسي ; Trípoli, 9 de mayo de 1930 – 13 de enero de 2010) fue un escritor libio, autor de una extensa obra como historiador, poeta, narrador y traductor.

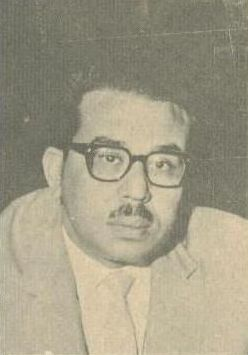
Jalifa Tilisi

## Biografía
Tilisi nació en Trípoli en 1930, cuando Libia todavía se encontraba bajo dominio italiano. Tras sus estudios, trabajó como  funcionario; posteriormente entró en la política.
Después de la proclamación de la independencia de Libia en 1951, el joven Tilisi trabajó desde 1952 en el Parlamento libio, en el que llegó a ocupar el cargo de Secretario General en 1962.
En los años 60, durante la monarquía de Idris I, fue Ministro de Información y Cultura en los Gobiernos de los Primeros Ministros Mahmud al-Muntasir y Hussein Maziq (1964-1967). En 1967-1969 fue Embajador de Libia en Marruecos.
Tras la Revolución libia de 1969 fue sometido a juicio por el tribunal revolucionario  llamado Tribunal Popular de Libia, que dictó sentencia contra él de 4 años de prisión. Quedó en libertad condicional, pero en ese momento, a los 39 años de edad, vio cortada su carrera en la política y la diplomacia.
Tilisi prosiguió con su actividad de escritor, en la cual publicó más de 60 títulos y ganó varios premios nacionales e internacionales. En 1974 fundó una empresa editorial libio-tunecina, la Casa del Libro Árabe. En 1977 fue nombrado como el primer presidente de la Liga de Escritores Libios, y en 1978 fue elegido Secretario General de la Asociación de Escritores Árabes. Asimismo en 1981 ocupó el puesto de Secretario General de la Asociación de Editores Árabes.

## Trayectoria literaria
Es autor de diversas obras de historia, varias de ellas relacionadas con el período de la ocupación italiana de Libia.
Consideraba que la narrativa es la forma literaria más representativa de los tiempos modernos y escribió algunos
relatos.
Tilisi fue también muy reconocido como poeta y esta es una de las facetas de su obra que los lectores más han 
apreciado.
Como intelectual preocupado por la comunicación entre distintas naciones y culturas, se interesó también por  
la traducción y realizó varias traducciones del italiano al árabe. 
Publicó una amplia traducción al árabe de obras de Federico García Lorca en tres volúmenes, que incluye prosa,
poesía y teatro del autor español.
Tillisi es recordado con aprecio en Libia gracias a sus importantes contribuciones a la literatura, pero también debido a su personalidad comunicativa y a su cultura humanista y abierta. Está considerado uno de los grandes escritores de Libia en el siglo XX.